# Thopeutis galleriellus
Thopeutis galleriellus — вид лускокрилих комах родини вогнівок-трав'янок (Crambidae).

## Поширення
Вид поширений в Південній та Східній Європі, Північній Африці, Західній та Південній Азії від Іспанії до Шрі-Ланки.